# Epicypta boninensis
Epicypta boninensis är en tvåvingeart som beskrevs av Donald Henry Colless 1966. Epicypta boninensis ingår i släktet Epicypta och familjen svampmyggor. Inga underarter finns listade i Catalogue of Life.